# Dubai Duty Free Tennis Championships 2012
Die Dubai Duty Free Tennis Championships 2012 waren ein Tennisturnier der WTA Tour 2012 für Damen und ein Tennisturnier der ATP World Tour 2012 für Herren in Dubai. Das Damenturnier der WTA fand vom 20. bis 25. Februar 2012 statt, das Herrenturnier der ATP vom 27. Februar bis zum 3. März 2012.

## Herrenturnier
→ Qualifikation: Dubai Duty Free Tennis Championships 2012/Herren/Qualifikation
Im Herreneinzel gewann Roger Federer den Titel vor Andy Murray. Den Doppelwettbewerb entschieden, an Position vier gesetzt, Mahesh Bhupathi und Rohan Bopanna für sich vor Mariusz Fyrstenberg und Marcin Matkowski.

## Damenturnier
→ Qualifikation: Dubai Duty Free Tennis Championships 2012/Damen/Qualifikation
Die Einzelkonkurrenz gewann die an Position fünf gesetzte Agnieszka Radwańska in zwei Sätzen vor Julia Görges. Im Doppel gelang der Titelverteidigerin Liezel Huber der erneute Sieg zusammen mit Lisa Raymond gegen die Paarung um Sania Mirza und Jelena Wesnina.